# PSA Squash Tour Finals der Damen 2024/25
Die PSA Squash Tour Finals der Damen 2024/25 fanden vom 23. bis 27. Juni 2025 in Toronto, Kanada, statt. Die 19. Austragung des Saisonabschlussturniers war Teil der PSA Squash Tour der Damen 2024/25 und mit 317.500 US-Dollar dotiert. Parallel fand das Saisonabschlussturnier der Herren statt.
Titelverteidigerin war Nouran Gohar, die das Turnier erneut gewann. Sie blieb im Turnierverlauf ungeschlagen und bezwang im Finale die an Position zwei gesetzte Olivia Weaver mit 11:10, 9:11, 11:8 und 11:3. Weaver gelang als erster US-amerikanischer Spielerin der Finaleinzug, während Gohar das Turnier zum nunmehr vierten Mal gewann.

## Qualifikation und Modus
Die Gewinnerinnen aller Turniere der Kategorie PSA Squash Tour Diamond der Saison 2024/25 waren direkt qualifiziert. Alle Plätze, die durch mehrfache Titelträgerinnen übrig blieben, gingen an die nächste Spielerin in der Punkterangliste. Direkt qualifiziert war außerdem die amtierende Weltmeisterin, in diesem Jahr Nour El Sherbini. Sie sagte ihre Teilnahme jedoch kurz vor Turnierbeginn verletzt ab. Qualifizierte Spielerinnen sind fett markiert.
| #  | Spielerin               | Punkte | Turniere | Diamond-Siege |
| -- | ----------------------- | ------ | -------- | ------------- |
| 1  | Nouran Gohar            | 25.775 | 14       | 1             |
| 2  | Nour El Sherbini 1      | 20.395 | 11       | 1             |
| 3  | Hania El Hammamy 1      | 16.055 | 12       |               |
| 4  | Olivia Weaver           | 13.980 | 13       |               |
| 5  | Amina Orfi 1            | 12.907 | 15       |               |
| 6  | Tinne Gilis             | 10.399 | 15       |               |
| 7  | Satomi Watanabe         | 9.558  | 15       |               |
| 8  | Sivasangari Subramaniam | 9.504  | 16       |               |
| 09 | Amanda Sobhy            | 9.151  | 15       |               |
| 10 | Georgina Kennedy        | 8.698  | 15       |               |
| 11 | Rowan Elaraby 2         | 7.981  | 15       |               |
| 12 | Nada Abbas 2            | 7.592  | 16       |               |
| 13 | Fayrouz Aboelkheir      | 6.993  | 15       |               |
| 14 | Nele Gilis-Coll         | 6.816  | 16       |               |
| 15 | Farida Mohamed          | 6.497  | 16       |               |
| 16 | Sana Ibrahim            | 6.043  | 15       |               |

 1 Nour El Sherbini, Hania El Hammamy und Amina Orfi sagten ihre Teilnahme verletzungsbedingt ab.

 2 Rowan Elaraby und Nada Abbas rückten aufgrund einer Verletzung bzw. aufgrund von Visaproblemen nicht für die verletzte Amina Orfi nach, sodass der Platz Fayrouz Aboelkheir zufiel.
Die Vorrunde wurde in zwei Gruppen mit je vier Spielerinnen im Best-of-three-Format ausgetragen. Für einen 2:0-Sieg wurden vier Punkte, für einen 2:1-Sieg drei Punkte und für eine 1:2-Niederlage ein Punkt vergeben. Bei Punktgleichheit entschied der direkte Vergleich. Waren drei oder mehr Spielerinnen am Ende punktgleich, zählte das Verhältnis der gewonnenen Einzelpunkte. Die Gruppensiegerinnen und -zweiten zogen ins Halbfinale ein, das ebenfalls im Best-of-three-Format gespielt wurde. Das Finale wurde über drei Gewinnsätze ausgetragen.

## Preisgelder und Weltranglistenpunkte
Bei dem Turnier wurden die folgenden Preisgelder und Weltranglistenpunkte für das Erreichen der jeweiligen Runde ausgezahlt bzw. gutgeschrieben. Die Beträge sind nicht kumulativ zu verstehen. Das Gesamtpreisgeld betrug 317.500 US-Dollar.
| Runde         | Preisgeld |
| ------------- | --------- |
| Sieg          | 90.488 $  |
| Finale        | 60.325 $  |
| Halbfinale    | 37.703 $  |
| Gruppendritte | 22.622 $  |
| Gruppenvierte | 15.081 $  |

| Runde                 | Punkte   |
| --------------------- | -------- |
| Sieg                  | + 1000 1 |
| Finale                | + 550    |
| Halbfinale            | + 200    |
| Gruppenphase pro Sieg | + 150    |

 1 Blieb die Gewinnerin ungeschlagen bleiben, erhielt sie einen Bonus von zusätzlichen 150 Punkten.

## Finalrunde

### Gruppenphase

#### Gruppe A

##### Tabelle
| Pos. | Setzliste | Spielerin        | Spiele | Sätze | EP    | Punkte |
| ---- | --------- | ---------------- | ------ | ----- | ----- | ------ |
| 1    | 1         | Nouran Gohar     | 3:0    | 6:1   | 76:37 | 11     |
| 2    | 7         | Georgina Kennedy | 2:1    | 4:3   | 58:60 | 7      |
| 3    | 3         | Tinne Gilis      | 1:2    | 3:4   | 52:66 | 5      |
| 4    | 6         | Amanda Sobhy     | 0:3    | 1:6   | 53:76 | 1      |

##### Ergebnisse
| Spielerin    | Spielerin        | Ergebnis          |
| ------------ | ---------------- | ----------------- |
| Tinne Gilis  | Georgina Kennedy | 10:11, 11:6, 3:11 |
| Nouran Gohar | Amanda Sobhy     | 11:6, 10:11, 11:6 |
| Amanda Sobhy | Georgina Kennedy | 4:11, 10:11       |
| Nouran Gohar | Tinne Gilis      | 11:2, 11:4        |
| Tinne Gilis  | Amanda Sobhy     | 11:9, 11:7        |
| Nouran Gohar | Georgina Kennedy | 11:6, 11:2        |

#### Gruppe B

##### Tabelle
| Pos. | Setzliste | Spielerin               | Spiele | Sätze | EP    | Punkte |
| ---- | --------- | ----------------------- | ------ | ----- | ----- | ------ |
| 1    | 2         | Olivia Weaver           | 3:0    | 6:2   | 75:66 | 10     |
| 2    | 4         | Satomi Watanabe         | 2:1    | 5:4   | 86:81 | 7      |
| 3    | 8         | Fayrouz Aboelkheir      | 1:2    | 4:5   | 76:88 | 5      |
| 4    | 5         | Sivasangari Subramaniam | 0:3    | 2:6   | 72:84 | 2      |

##### Ergebnisse
| Spielerin               | Spielerin               | Ergebnis          |
| ----------------------- | ----------------------- | ----------------- |
| Satomi Watanabe         | Fayrouz Aboelkheir      | 11:7, 9:11, 13:11 |
| Olivia Weaver           | Sivasangari Subramaniam | 11:9, 11:9        |
| Sivasangari Subramaniam | Fayrouz Aboelkheir      | 11:10, 9:11, 7:11 |
| Olivia Weaver           | Satomi Watanabe         | 3:11, 11:6, 11:6  |
| Satomi Watanabe         | Sivasangari Subramaniam | 8:11, 11:9, 11:7  |
| Olivia Weaver           | Fayrouz Aboelkheir      | 6:11, 11:7, 11:7  |

### Halbfinale
| Spielerin     | Spielerin        | Ergebnis         |
| ------------- | ---------------- | ---------------- |
| Nouran Gohar  | Satomi Watanabe  | 11:6, 7:11, 11:4 |
| Olivia Weaver | Georgina Kennedy | 11:3, 11:2       |

### Finale
| Spielerin    | Spielerin     | Ergebnis                |
| ------------ | ------------- | ----------------------- |
| Nouran Gohar | Olivia Weaver | 11:10, 9:11, 11:8, 11:3 |